# Sui generis
Ne doit pas être confondu avec Sui Generis.
 (octobre 2019).
Si vous disposez d'ouvrages ou d'articles de référence ou si vous connaissez des sites web de qualité traitant du thème abordé ici, merci de compléter l'article en donnant les références utiles à sa vérifiabilité et en les liant à la section « Notes et références ».

Sui generis est un terme latin de droit, signifiant « de son propre genre » et qualifiant une situation juridique dont la singularité empêche tout classement dans une catégorie déjà répertoriée et nécessite de créer des textes spécifiques.

## Philosophie
La philosophie analytique a plus d'une fois utilisé cette expression pour indiquer une idée, une entité, ou une réalité qui ne pouvaient pas être insérées dans un concept qui lui serait supérieur ou au contraire dans un concept inférieur.[réf. nécessaire]

## Emploi courant
Certains droits de propriété intellectuelle spécifiques peuvent être considérés comme sui generis. Dans le cadre de la protection des ressources génétiques (plantes, animaux), l'OMC demande aux pays signataires de définir un système de droits adaptés, conforme aux intérêts et aux traditions nationales.
On dit souvent que l'Union européenne est une construction politique et juridique sui generis, étant donné qu'elle n'est ni une fédération d'États, ni une union d'États, ni une confédération.
En droit administratif, il existe aussi des personnes morales sui generis, comme les banques nationales des pays membres de l'Union européenne, qui sont placées sous le contrôle de la Banque centrale européenne. C'est également possible en droit privé, comme le Conseil d'État l'a estimé à propos de l'Agence France-Presse.
Au niveau des règles légiférant l’organisation territoriale française, la Nouvelle-Calédonie est considérée comme un territoire possédant un statut sui generis différent de celui des autres collectivités territoriales d'outre-mer.
De même, les Terres australes et antarctiques françaises constituent une collectivité sui generis située en outre-mer.
Le Conseil conjoint des municipalités en Croatie ou le Grand Londres peuvent également être qualifiés d'entités sui generis.

## Sociologie
« Sui generis » est une expression fréquemment utilisée par Émile Durkheim dans le but de caractériser la nature des faits sociaux. Dans ce domaine, « sui generis » sert à marquer qu’une totalité (de faits) n’est pas réductible à la somme de ses parties et présente des traits d'un genre qui lui est propre. En prenant l’exemple du suicide, Durkheim montre qu’envisagé du point de vue statistique, en tant que « fait social », ce dernier présente des caractéristiques (taux, type), dont l’appréhension était impossible par la simple prise en considération de ses manifestations individuelles. On peut donc considérer que « sui generis » est une notion clé de l’œuvre de Durkheim, puisqu’elle lui permet de marquer une distinction analytique fondamentale entre individuel et collectif, légitimant par là même un champ d’étude exclusivement orienté vers l’analyse des faits sociaux ; puisque les faits sociaux sont « d’un genre qui leur est propre », il est nécessaire qu’une science, sui generis elle aussi, se charge de leur étude : la sociologie.

## Un terme pluridimensionnel

### Dans le domaine public
Dans le domaine du droit public, des personnes publiques et des établissements publics ont un statut sui generis, ils ont ainsi un traitement différent des autres. Ce statut permet de les différencier des autres personnes publiques du fait soit de leurs fonctions soit de leur domaine d'activité, de leur qualification ou encore de leur grade dans l'administration. Ainsi, ce terme sui generis désigne en quelque sorte une catégorie de personne publique spéciale dans le domaine public.

### Sur les bases de données
L'expression droit sui generis a été utilisée par la Commission des Communautés européennes pour la première fois en 1993 afin de qualifier le droit d'interdire l'extraction non autorisée du contenu de la base de données. Quelle que soit leur taille, les bases de données possèdent la particularité essentielle, par rapport aux supports d'information classiques, d'un contenu constamment évolutif, d'où la nécessaire instauration d'un droit spécifique.

### Dans le domaine fiscal
En France, si société civile immobilière non imposable à l'impôt sur les sociétés qui donne ses immeubles en location peut être soumise à un contrôle sui generis, ce contrôle ne peut pas légalement porter sur ses obligations en matière de taxe sur la valeur ajoutée (TVA).
Toutefois, dès lors que le contrôle n'a porté que sur la nature de l'activité, compte tenu des baux passés par la société avec ses locataires, sans examen des déclarations de TVA, ni vérification des écritures relatives à cette taxe, la procédure d'imposition n'est entachée d'aucune irrégularité, même si elle débouche sur des rappels de taxe à la suite d'un contrôle sur pièces.

## Emplois moins spécifiques
Plus couramment, sui generis caractérise un effet intrinsèquement lié à un être, un animal ou une chose : Balzac évoque, au début du Père Goriot, les odeurs sui generis de "chaque pensionnaire, jeune ou vieux" de cette pension de famille, qui, mélangées les unes aux autres, lui confèreraient son caractère d'institution mal tenue. On peut parler par exemple de la violence sui generis de tel ensemble architectural, des manières de parler, de se comporter ou de se coiffer, « sui generis » de tel groupe social, etc.